# Вурманкасы (Лапсарское сельское поселение)
Вурманкасы́ (чув. Вăрманкас) — деревня в Чебоксарском районе Чувашской Республики. Входит в состав Лапсарского сельского поселения.

## География
Находится в северной части Чувашии на расстоянии приблизительно 3 км на север-северо-запад по прямой от районного центра поселка Кугеси, на юго-западной границе Чебоксар.

## История
Известна с 1858 года, когда здесь было 214 жителей. В 1897 году учтено 356 жителей, в 1926—111 дворов, 575 жителей, в 1939—624 жителя, в 1979—935 . В 2002 году было 275 дворов, 2010—261 домохозяйство. В 1929 году образован колхоз им. Крупской.

## Население
Постоянное население составляло 954 человека (чуваши 91 %) в 2002 году, 827 в 2010.

## Инфраструктура
На пологих склонах оврага на юго-западной окраине одним из местных жителей был устроен обширный яблоневый сад. В годы коллективизации сад был передан колхозу и сохранился до конца XX века; на его территории расположены участки т.н. коллективного сада. Имелись фельдшерский пункт, клуб и начальная школа. Работают 2 магазина. На одном из перекрестков сооружен мемориальный памятник, на котором размещены плиты с фамилиями земляков, не вернувшихся с Великой Отечественной войны.